# Ralf Zank
Ralf Zank (* 1960 in Templin) ist Posaunist, Mitglied der Staatskapelle Berlin unter Daniel Barenboim sowie Mitbegründer und Aktiver des Posaunenquintetts Berlin. Als Amateur ist er zusammen mit Ehefrau und seinen Söhnen ein erfolgreicher Segelsportler.

## Leben

### Musiker
Nach dem Schulbesuch studierte Ralf Zank von 1981 bis 1985 an der Hochschule für Musik Hanns Eisler in Berlin bei Jürgen Heinel das Fach Posaune. Mit erfolgreichem Studienabschluss wurde er am Großen Rundfunkorchester Berlin als stellvertretender Soloposaunist engagiert. Seit 1987 ist er Mitglied der Staatskapelle Berlin.
Zusammen mit seinen Kommilitonen Wilfried Helm, Thomas Richter, Jens-Peter Erbe und Jörg Lehmann gründete er bereits 1982 das Posaunenquintett Berlin (PQB). Ihr Repertoire ist breit gefächert und umfasst Kammermusik, Barockmusik, zeitgenössische Musik sowie Unterhaltungsmusik. Aufgrund einer „kultivierten Spielweise“ und auch wegen der einmaligen Besetzung (Altposaune, 2 Tenorposaunen, Bassposaune, Tuba) gewann das PQB schnell die Publikumsgunst. Rundfunk, Fernsehen und Schallplattenfirmen verschafften ihnen Aufnahmen in Studios und Auftritte bei Konzerten. Im Sommer 1986 nahmen die Musiker am Dritten Internationalen Blechbläser-Kammermusikwettbewerb in Barcs (Ungarn) teil und gewannen einen Preis und ein Diplom. Das Quintett war von 1987 bis 1989 in der Meisterklasse Kammermusik bei Ludwig Güttler in Dresden. Daraus entstand eine weitere enge Zusammenarbeit des PQB mit dem Blechbläserensemble Ludwig Güttler.
Auch nach der  Wende konnten die fünf Musiker erfolgreich auftreten und ihre Tourneen auf Europa und Asien ausdehnen. Sie nahmen an verschiedenen internationalen Festivals teil und veranstalteten gut besuchte Solokonzerte. Ihre Bekanntheit wurde durch Auftritte in Funk und Fernsehen, beispielsweise in der ZDF-Sendung „Sommergarten“ (2009) gesteigert.
Auch die anderen Mitglieder des PQB haben Engagements in großen Orchestern.

### Freizeit und Familie
In seiner Freizeit ist Ralf Zank Hobby-Segler. Als Mitglied des Wandlitzer Segelclubs e.V. erlernte er das Segeln. Inzwischen ist er Mitglied des Vorstandes dieses Vereins. Seine Ehefrau und die Söhne sind ebenfalls Mitglieder. Die Söhne trainieren und leiten die Jugendabteilung. Als Mitglied der ITCA (International Topcat Class Association) bestreitet er seit einigen Jahren auch recht erfolgreich Wettfahrten mit dem Katamaran ( Topcat K2): 2008 Europameisterschaft Podersdorf (Österreich) 3. Platz, 2009 Worlds Punt Ala (Italien) 3. Platz, 2010 Störtebeker Euro Stralsund (Deutschland) 1. Platz, 2011 Worlds Traunsee (Österreich) 1. Platz, 2012 Europameisterschaft Comer See (Italien) 2. Platz, 2014 Worlds Neusiedler See (Österreich) 2. Platz. 
Ralf Zank wohnt in Panketal.

## Diskografie
Folgende CDs sind auf dem Markt:
- Musik für Blechbläser (1987/88, Gemeinschafts-CD der Potsdamer Turmbläser, des PosaunenQuintett Berlin und des Berliner Blechbläserquintetts)
- Portrait (1990)
- Kommet ihr Hirten (Weihnachts-CD, 1992)
- Swinging Trombones (2009)

== Weblinks ==
* [http://www.posaunenquintett-berlin.de/3p5ensbl.html  Kurzbiografie auf der Homepage des Posaunenquintetts]
* [http://www.posaunenquintett-berlin.de/3presse.html  Pressestimmen zum Auftritt des PQB im Zeitraum 1996 bis 1998]